# 브렌던 로저스
브렌던 로저스(영어: Brendan Rodgers, 1973년 1월 26일 ~ )는 북아일랜드의 전 축구 선수이자 현 축구 지도자로 현재 스코티시 프리미어십 셀틱 FC의 감독을 맡고 있으며 과거 포지션은 수비수였다.

## 선수 시절
1987년 벨리미나 유나이티드에서 선수 생활을 시작한 이후 1996년 은퇴할 때까지 레딩 FC, 뉴포트 FC, 위트니 타운, 뉴버리 타운에서 활동했으며 1988년에는 북아일랜드 U-16 대표팀에서 7경기를 소화했다.

## 지도자 경력
2006년 첼시 FC U-23팀의 감독으로 본격적인 지도자 커리어를 시작한 뒤 2008년부터 2009년까지 왓포드 FC와 레딩 FC의 감독을 맡았으며 2010-11 시즌부터 2011-12 시즌까지 스완지 시티의 감독을 맡아 2010-11 시즌 EFL 챔피언십 리그 3위 및 차기 시즌 1부 리그 승격을 이끌었다.
그 후 2012-13 시즌을 앞두고 리버풀 FC의 감독으로 선임되어 2015-16 시즌 초반까지 팀을 이끌며 프리미어리그 2013-14 준우승, 2014-15년 잉글랜드 FA컵과 2014-15년 EFL컵 4강 진출 등의 성과를 남겼으나 2015-16 시즌에서 리그와 컵대회에서 졸전을 거듭하며 탄탄했던 입지가 흔들렸고 결국 2015년 10월 3일 에버턴 FC와의 프리미어리그 2015-16 8라운드 경기 종료 후 경질되었다.
그리고 2016-17 시즌부터 2018-19 시즌 중반까지 스코티시 프리미어십의 강호 셀틱 FC의 감독을 지내며 리그 2연패(2016-17, 2017-18), 스코티시컵 2연패(2016-17, 2017-18), 스코티시 리그컵 3연패(2016-17, 2017-18, 2018-19) 등을 이끌었다.
이후 2018-19 시즌 중반 경질된 클로드 퓌엘 감독 후임으로 레스터 시티의 지휘봉을 잡은 이후 2022-23 시즌까지 팀을 이끄는 동안2020-21년 잉글랜드 FA컵 우승, 2021년 FA 커뮤니티 실드 우승을 이끌었고 2021-22년 UEFA 유로파컨퍼런스리그에서는 라네르스 FC, 스타드 렌, PSV 에인트호번 등을 꺾고 구단 역사상 첫 UEFA 주관 클럽대항전 4강 진출을 이끌었다.
2022-23 시즌 셀틱 FC의 도메스틱 트레블 달성을 이끈 후 토트넘 홋스퍼의 사령탑으로 부임한 엔제 포스테코글루 감독의 후임으로 재부임하며 약 4년만에 스코틀랜드 무대로 복귀한 뒤 강원 FC의 양현준, 부산 아이파크의 권혁규 등을 차례대로 영입하면서 본격적인 셀틱 감독 생활을 시작했다.

## 수상

### 클럽 (지도자)
스완지 시티
- EFL 챔피언십 플레이오프 : 우승 (2010-11)

 리버풀 FC
- 잉글랜드 프리미어리그 : 준우승 (2012-13)
- 잉글랜드 FA컵 : 4강 (2014-15)
- EFL컵 : 4강 (2014-15)

 셀틱 FC
- 스코티시 프리미어십 : 우승 (2016-17, 2017-18)
- 스코티시컵 : 우승 (2016-17, 2017-18)
- 스코티시 리그컵 : 우승 (2016-17, 2017-18, 2018-19)

 레스터 시티
- 잉글랜드 FA컵 : 우승 (2020-21)
- FA 커뮤니티 실드 : 우승 (2021)
- UEFA 유로파컨퍼런스리그 : 4강 (2021-22)